# Azurlöpare
Azurlöpare (Ophonus azureus) är en skalbaggsart som först beskrevs av Fabricius 1775.  Azurlöpare ingår i släktet Ophonus, och familjen jordlöpare. Enligt den svenska rödlistan är arten nära hotad i Sverige. Arten förekommer på Gotland och Öland. Arten har tidigare förekommit i Götaland men är numera lokalt utdöd. Artens livsmiljö är jordbrukslandskap, stadsmiljö.